# Пентародийтрицирконий
Пентародийтрицирконий — бинарное неорганическое соединение
родия и циркония
с формулой Rh5Zr3,
кристаллы.

## Получение
- Сплавление стехиометрических количеств чистых веществ:

{\displaystyle {\mathsf {5Rh+3Zr\ {\xrightarrow {1790^{o}C}}\ Rh_{5}Zr_{3}}}}

## Физические свойства
Пентародийтрицирконий образует кристаллы
ромбической сингонии,
пространственная группа C mcm,
параметры ячейки a = 0,85634 нм, b = 0,69860 нм, c = 0,86218 нм, Z = 4,
структура типа пентапалладийтриплутоний Pu3Pd5
.
Соединение образуется по перитектической реакции при температуре 1790°C  (1780°C ).